# Teresa Riera

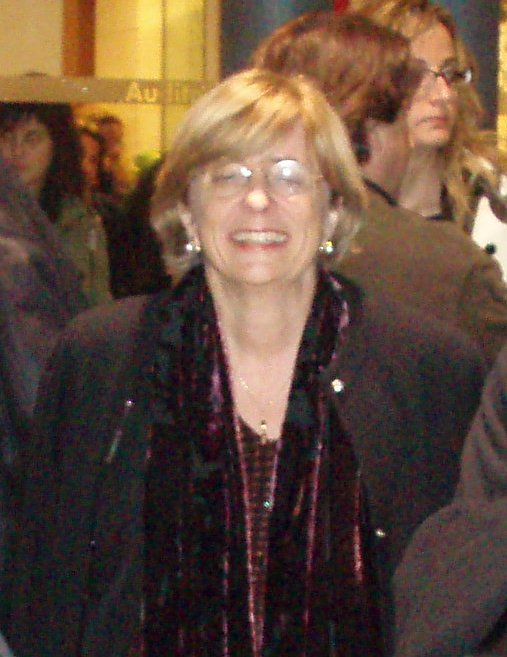
Teresa Riera (decembrie 2006)

Teresa Riera (n. 13 octombrie 1950 în Barcelona) este un om politic spaniol, membru al Parlamentului European în perioada 2004-2009 din partea Spaniei.
1. ↑   https://www.mallorcaconfidencial.com/articulo/mallorca/teresa-riera-nueva-presidenta-del-psib-bel-oliver-sera-de-organizacion/20120226140431123239.html Lipsește sau este vid: |title= (ajutor)
2. ↑   https://www.psib-psoe.org/hemeroteca/index.php/component/content/article/40-portada/5199-2017-07-22-12-23-17 Lipsește sau este vid: |title= (ajutor)
3. ↑   (PDF) https://www.psib-psoe.org/wp-content/uploads/executiva-psib-psoe-2017.pdf Lipsește sau este vid: |title= (ajutor)
4. ↑   https://www.congreso.es/busqueda-de-diputados?p_p_id=diputadomodule&p_p_lifecycle=0&p_p_state=normal&p_p_mode=view&_diputadomodule_mostrarFicha=true&codParlamentario=75&idLegislatura=VII&mostrarAgenda=false Lipsește sau este vid: |title= (ajutor)
5. ↑  Deputații în Parlamentul European
6. ↑   https://www.congreso.es/busqueda-de-diputados?p_p_id=diputadomodule&p_p_lifecycle=0&p_p_state=normal&p_p_mode=view&_diputadomodule_mostrarFicha=true&codParlamentario=284&idLegislatura=VI&mostrarAgenda=false, accesat în 23 noiembrie 2017 Lipsește sau este vid: |title= (ajutor)
7. ↑   (PDF) http://contingutsweb.parlamentib.es/protocol/3/3_diputats_senadors_catala.pdf Lipsește sau este vid: |title= (ajutor)
8. ↑   (PDF) http://contingutsweb.parlamentib.es/protocol/2/2_diputats_senadors_catala.pdf Lipsește sau este vid: |title= (ajutor)
9. ↑   (PDF) http://contingutsweb.parlamentib.es/protocol/4/4_diputats_senadors_catala.pdf Lipsește sau este vid: |title= (ajutor)
10. 1 2   http://www.socialistas-parlamentoeuropeo.eu/curriculo-teresa-riera-madurell/ Lipsește sau este vid: |title= (ajutor)